# Stacy's Mom
"Stacy's Mom" is een nummer van de Amerikaanse pop/rockband Fountains of Wayne. Het werd in 2003 uitgebracht als eerste single van hun album Welcome Interstate Managers. Het liedje is internationaal bekend, onder meer vanwege de videoclip waarin topmodel Rachel Hunter de aantrekkelijke moeder van Stacy speelt, op wie het vriendje van Stacy verliefd wordt.
Stacy's Mom werd genomineerd voor de "Grammy Award for Best Pop Performance by a Duo or Group with Vocal" in 2004. Het was ook een van de eerste liedjes die de eerste plaats bereikte in de lijst van "Most Downloaded Songs" van de iTunes Music Store.